# Courtisols
Courtisols è un comune francese di 2 669 abitanti situato nel dipartimento della Marna nella regione del Grand Est.

## Società

### Evoluzione demografica
Abitanti censiti

## Galleria d'immagini

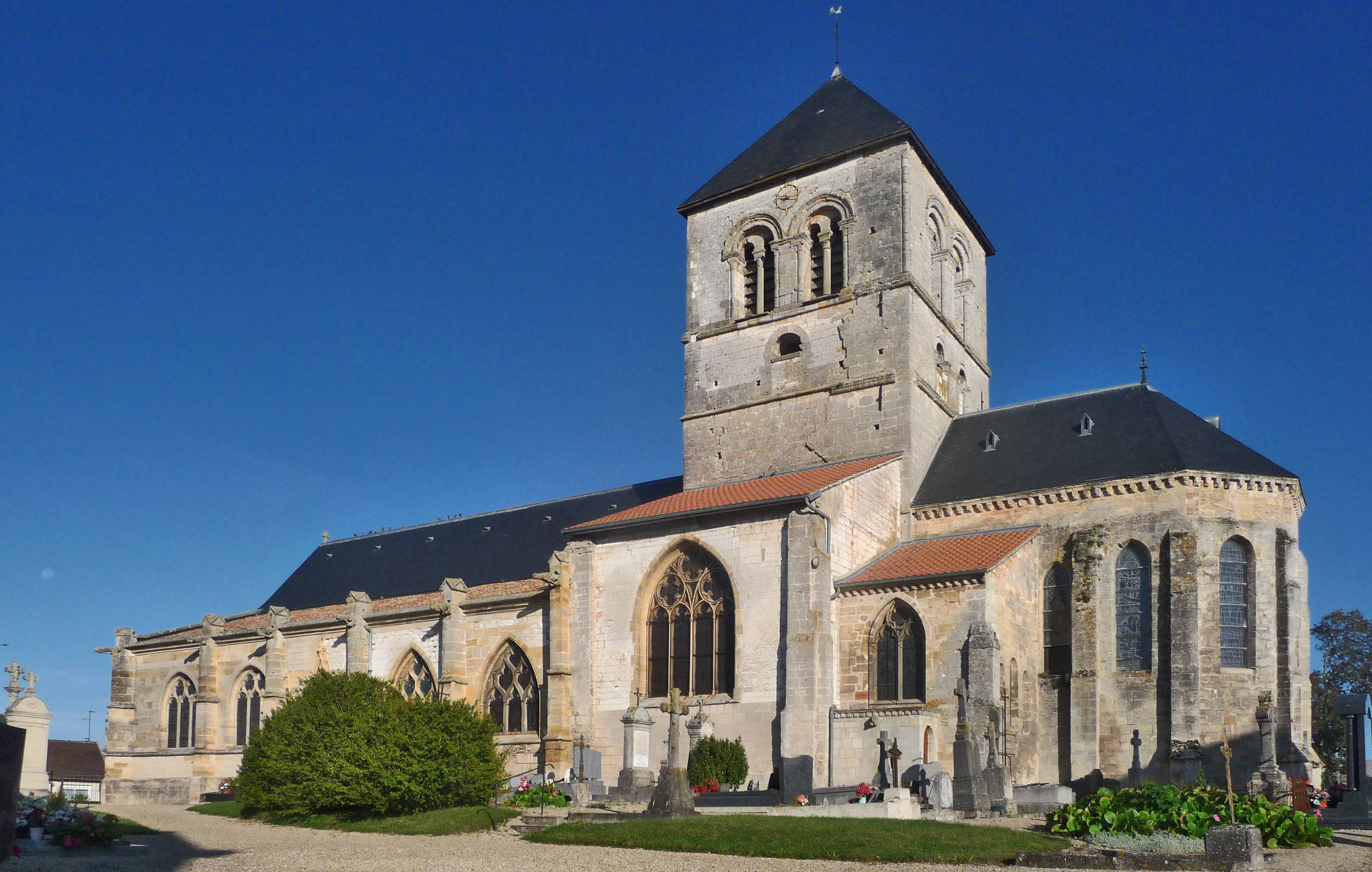
chiesa di San Martino
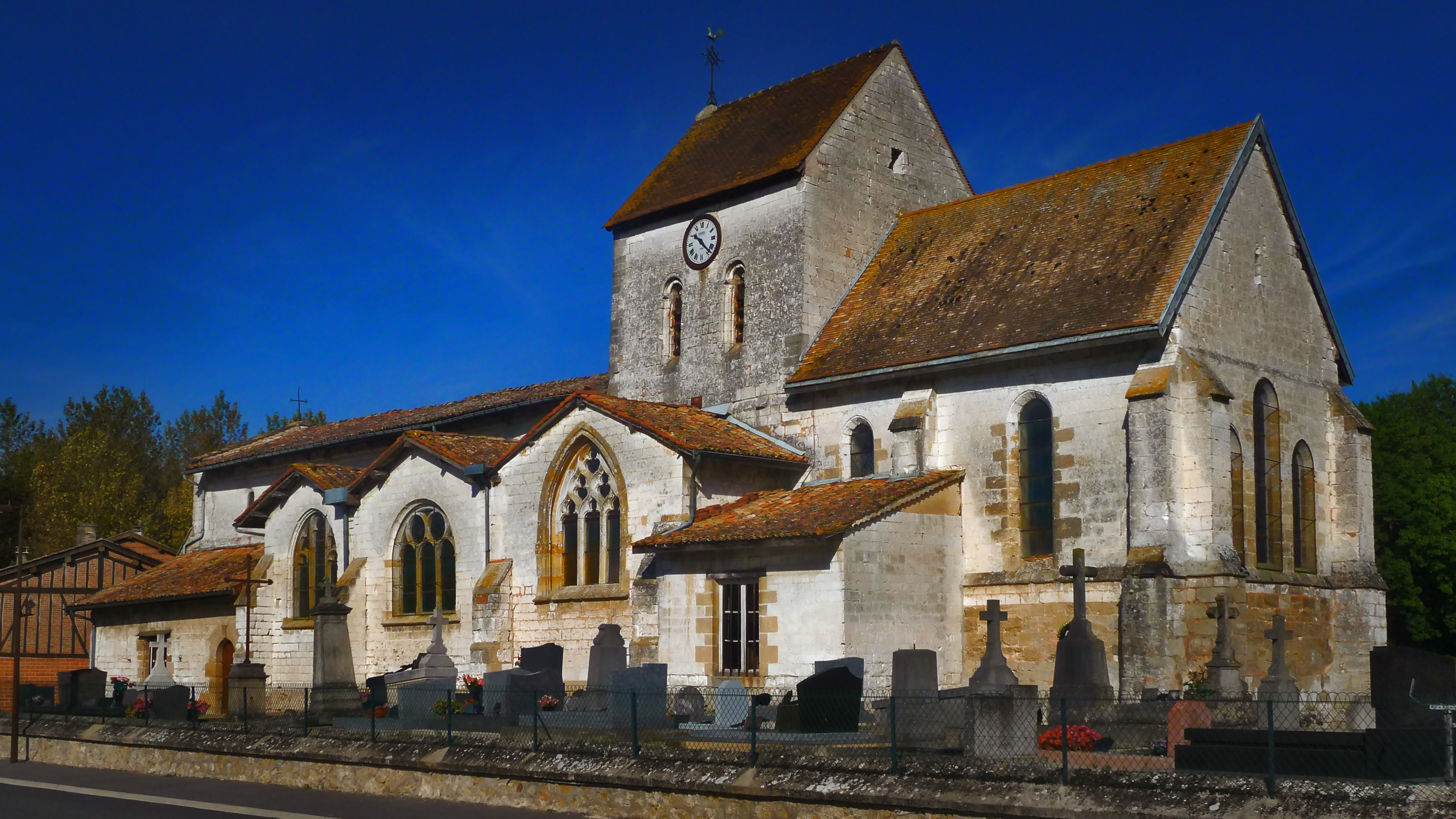
chiesa di San Memmie